# Districte de Myaungmya
El districte de Myaungmya és una divisió administrativa de la divisió d'Ayeyarwady a Birmània o Myanmar. La capital és Myaungmya. Aquest nom voldria dir "canal agradable" però hi ha altres etimologies. La població vers 1891 s'estimava en 185.930 persones, i el 1901 en 278.119, i encara que no hi ha publicades estadístiques modernes es calcula que actualment serien més de 700.000 habitants.
Administrativament està format per cinc townships (territoris centrats en una ciutat o town)
- Myaungmya
- Einme
- Wakema

Dins els townships hi ha 50 wards (seccions), 489 grups de pobles i 2.557 pobles.

## Història
No va tenir mai història separada i cal remetre a la història general de Birmània, excepte per uns fets al segle XIV: el 1387 Layk Bya, el governador de Myaungmya, es va revoltar contra el rei Razadirit de Pegu, i segons les cròniques talaings va demanar ajut al rei d'Ava; els birmans foren derrotats a Hmawbi i la rebel·lió fou sufocada. Lauk Bya fou capturat i decapitat. Com a conseqüència les relacions entre els dos regnes van estar tibants i el 1410 tropes birmanes van atacar Myaungmya però foren rebutjats. Posteriorment no torna a ser esmentada ni tan sols a les dues guerres anglobirmanes. El districte no es va formar fins al 1893 per segregació de la part oriental del districte de Bassein i l'occidental del districte de Thongwa (després districte de Maubin). Està situat a la Baixa Birmània i és un territori pla. La superfície el 1901 era de 6.897 km². El riu principal és l'Irauadi amb la branca Yazudaing; altres són el Panmawadi amb la branca Thetkethaung, el Pyamalaw amb les branques Pyamalaw i Pyinzalu, el Shwelaung (també Kyunpyatthat), el Wakema, el Einme i el Myaungmya (de prop de 100 km). El 1903 es va formar el districte de Pyapon i el township de Pantanaw fou restaurat al districte de Maubin i un cercle del township de Pyindaye al districte de Thongwa es va afegir a Myaungmya; el township de Wakema va esdevenir subdivisió dins la qual es van formar dos twoships: Wakema i Moulmeingyun, quedant amb dues subdivisions i quatre townships:
- Myaungmya 
  - Myaungmya
  - Einme
- Wakema
  - Wakema
  - Moulmeingyun

Dins d'aquestes divisions administratives hi havia 7 taik thugyis o caps de cercles (que foren abolits a l'inici del segle XX) i 673 ywthugyis (caps de poble). Les dues ciutats principals eren Myaungmya i Wakema. La població era birmana amb una forta minoria (prop del 30%) de karens; hi ha també minories mon i altres. La població era budista amb petits grups d'hinduistes, musulmans i cristians (2000, 3500 i 13.000). El 66% depenia de l'agricultura. El township de Myaungmya tenia una superfície de 2.769 km² i estava limitat a est i oest pels rius Pyamalaw i Panmawadi, i pel riu Myaungmya i la mar al nord i sud; tenia 75.343 habitants el 1901 repartida en 227 pobles i una ciutat, Myayngmya (4.711 habitants el 1901). El cicló de 1902 va destruir una tercera part de les cases del districte. Devastador fou també el cicló Nargis, el 2008.